# Michael Somare
Michael Somare (Rabaul, 9 de abril de 1936-Puerto Moresby, 26 de febrero de 2021) fue un político papuano.

## Carrera
Antiguo líder del Partido Pangu, posteriormente dirigió el Partido Alianza Nacional. Fue el primer jefe de Gobierno —primer ministro— de Papúa Nueva Guinea entre 1975 y 1980, y más tarde lo hizo nuevamente en los periodos 1982-1985, 2002-2010 y enero-abril de 2011.
El 12 de diciembre de 2011, la Corte Suprema de Papúa Nueva Guinea ordenó que Somare fuera reinstalado como primer ministro, estableciendo que su sucesor, Peter O'Neill, no fue nombrado legalmente.

## Reconocimientos
En 1990 le fue otorgada la Orden de San Miguel y San Jorge, por lo que desde entonces recibió el tratamiento  de sir.